# Pieter Hendriksz

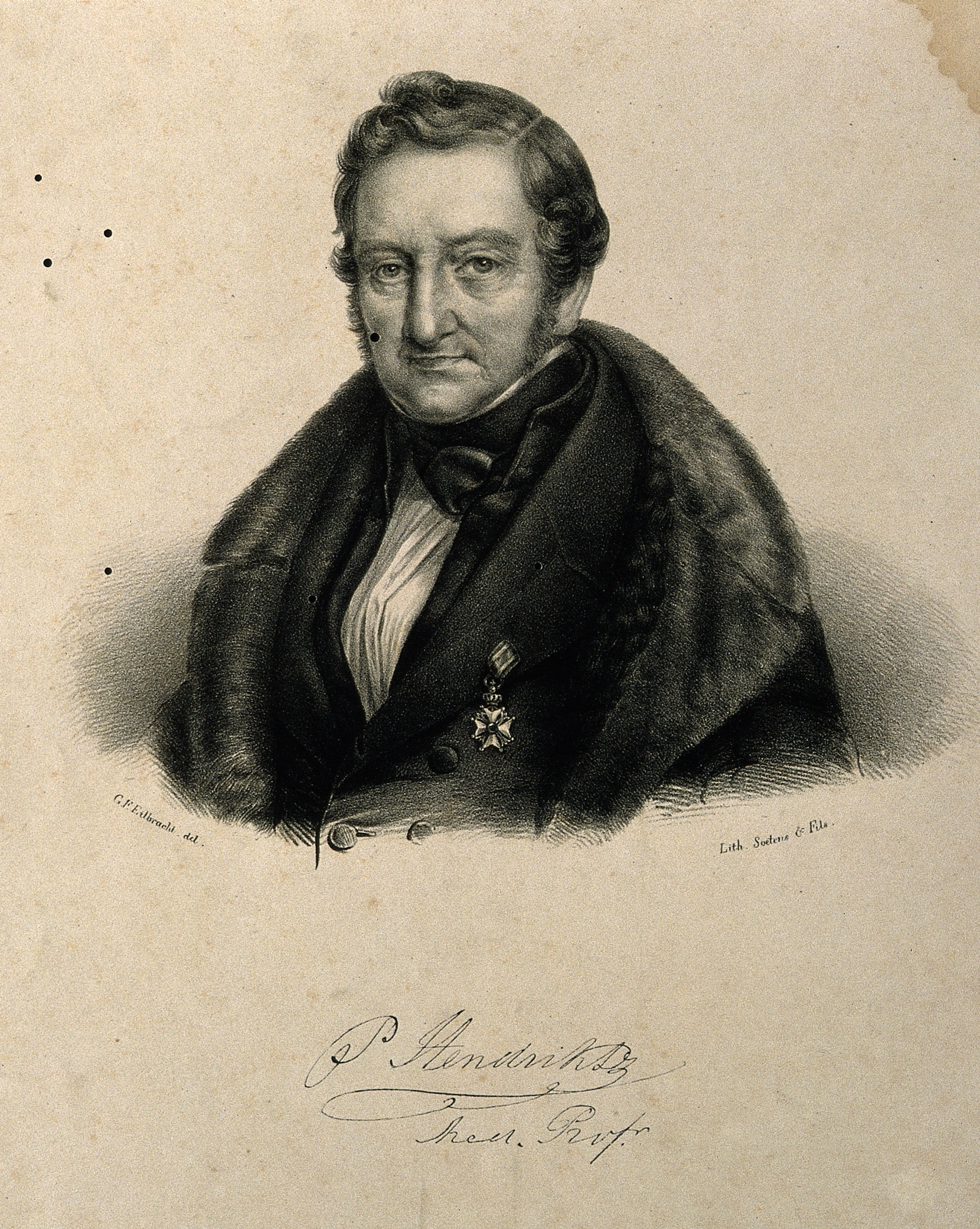
Pieter Hendriksz. Lithographie von G. F. Eilbracht.

Pieter Hendriksz, auch Petrus Hendriksz (* 22. August 1779 in Enkhuizen; † 26. Oktober 1843 in Stompwijk), war ein niederländischer Mediziner und Hochschullehrer.

## Leben
Pieter Hendriksz durchlief eine erste chirurgische Ausbildung in Gouda, wurde 1794 zum Chirurgen 3. Klasse und 1795 am Seemannsspital in Feyenoord zum Chirurgen 2. Klasse ernannt und wirkte nach seinem abgelegten Examen anschließend bei der Armee in Nordholland. In der Zeit ab 1802 studierte er an der Universität Groningen und wurde 1804 zum Stedelijk Heelmeester ernannt. Im Jahr 1810 schied er mit dem erreichten Dienstgrad Chirurgijn-Majoor aus der Armee aus und unterrichtete danach Chirurgie am Akademischen Krankenhaus in Groningen.
Am 16. Oktober 1815 ernannte ihn König Wilhelm I. zum Dozenten für Chirurgie und Geburtshilfe und 1818 zum außerordentlichen Professor. Nach seiner ehrenhalber erfolgten Ernennung zum Doktor der Chirurgie und Geburtshilfe trat er dieses Amt am 13. Oktober 1819 an, wurde 1829 ordentlicher Professor und wirkte noch in der Folge bis 1832 als Professor für Chirurgie und Geburtshilfe an der Universität Groningen. Im Zeitraum 1830/1831 war er Rektor magnificus der Universität. Im Jahr 1832 nahm er seinen Rücktritt als Professor und ließ sich auf seinem Landsitz Zuiderburg bei Stompwijk in Südholland nieder, den er als Augenkranken-Anstalt eingerichtet hatte.
Er war Ritter des Orden vom Niederländischen Löwen.
Pieter Hendriksz wurde am 28. November 1821 unter der Präsidentschaft des Mediziners Christian Gottfried Daniel Nees von Esenbeck mit dem akademischen Beinamen Forestus unter der Matrikel-Nr. 1220 als Mitglied in die Kaiserliche Leopoldino-Carolinische Akademie der Naturforscher aufgenommen.

## Schriften
- Petri Hendriksz, Oratio de chirurgorum nostratium laudibus, optimis excolendae artis chirurgicae incitamentis, publice habita Groningae. Die XIII Octobris, A. MDCCCXIX, Quum chirurgiam docendi munus solemniter auspicaretur. Apud I. Oomkens, Groningae 1820 (Digitalisat)
- Petri Hendriksz Oratio de chirurgia et medicina non sine utriusque damno separandis. Apud I. Oomkens, Groningae 1831 (Digitalisat)
- Petri Hendriksz Oratio de iis, quae ipso rectore magnifica Academiae Groninganae laeta ac tristia acciderunt. habita Groningae die XIII octobris MDCCXXI, cum Magistratum Academicum. Apud I. Oomkens, Groningae 1832 (Digitalisat)